# Mammillaria haageana
Mammillaria haageana ist eine Pflanzenart aus der Gattung Mammillaria in der Familie der Kakteengewächse (Cactaceae). Das Artepitheton ehrt den deutschen Gärtner und Botaniker Friedrich Adolph Haage aus Erfurt.

## Beschreibung
Mammillaria haageana wächst meist einzeln, manchmal im Alter sprossend. Die kugeligen bis kurz zylindrischen, glauk-grün gefärbten Triebe werden bis zu 15 Zentimeter hoch und 4 bis 11 Zentimeter im Durchmesser groß. Die gedrängt stehenden Warzen sind klein, basal vierkantig und ohne Milchsaft. Die Axillen sind leicht wollig. Die 1 bis 4 Mitteldornen, meist zwei sehr schlank, sind schwarz bis rötlich, gerade bis leicht gebogen. Sie werden 0,6 bis 1 Zentimeter lang. Die 18 bis 30 Randdornen sind glatt, weiß, ausstrahlend und borstenartig. Sie werden 3 bis 6 Millimeter lang.
Die tiefpurpurrosa bis rosarot oder rosakarminfarbenen  Blüten werden bis zu 1 Zentimeter lang und 1 bis 2,2 Zentimeter im Durchmesser groß. Die Früchte sind rot. Sie enthalten braune Samen.

## Verbreitung, Systematik und Gefährdung
Mammillaria haageana ist in den mexikanischen Bundesstaaten Veracruz, Puebla, Mexiko, Morelos, Oaxaca und in Mexiko-Stadt weit verbreitet.
Die Erstbeschreibung erfolgte 1836 durch Ludwig Georg Karl Pfeiffer. Nomenklatorische Synonyme sind Cactus haageanus (Pfeiff.) Kuntze (1891) und Neomammillaria haageana (Pfeiff.) Britton & Rose (1923).
In der Roten Liste gefährdeter Arten der IUCN wird die Art als „Least Concern (LC)“, d. h. als nicht gefährdet geführt.

## Nachweise